# Attentat à la bombe dans le métro de Moscou en août 2004
L'attentat du métro de Moscou d'août 2004 a eu lieu vers 20 h 17 (heure de Moscou) le 31 août 2004, lorsqu'une kamikaze s'est fait exploser à l'extérieur de la station de métro Rizhskaya, tuant au moins 10 personnes et en blessant 50.
L'enquête officielle a conclu qu'il avait été organisé par le même groupe que celui qui avait perpétré l'attentat du métro de Moscou en février 2004, ainsi que les quatre précédents attentats terroristes contre des arrêts de bus à Voronej, dans le sud de la Russie, en 2004-2005. Parmi les morts figurent la kamikaze et son complice, Nikolai Kipkeyev, l'un des auteurs d'une série d'attentats à la voiture piégée en 2001.
Kipkeyev, chef d'un groupe militant islamiste Karachay Jamaat (également connu sous le nom de « Société musulmane n°3 ») de la République de Karachay-Tcherkessie, avait accompagné une kamikaze non identifiée qui devait se faire exploser dans une rame de métro de Moscou,. Mais la bombe aurait explosé prématurément alors que Kipkeyev et le kamikaze désigné se tenaient dans la rue à côté de l'entrée de la station de métro. Tous deux sont morts à la suite de l'explosion.

## Auteurs
En mai 2005, Tambiy Khubiyev et Maksim Panaryin (de Karatchaïévo-Tcherkessie) ainsi que Murat Shavayev (originaire de Kabardino-Balkarie) ont été arrêtés par les forces de l'ordre russes en lien avec des attentats terroristes à Moscou, Voronej et Krasnodar. Toutes les personnes arrêtées étaient membres du Karachay Jamaat. Khubiyev a avoué avoir organisé les attentats à la bombe près des stations de métro Avtozavodskaya et Rizhskaya à Moscou et une série d'explosions à Krasnodar en août 2003. Panaryin était le principal suspect dans les attentats à la bombe à l'arrêt de bus de Voronej et dans une explosion à côté de la station Rizhskaya,. Shavayev a été accusé d'être complice de Khubiyev et Panaryin lors de la préparation des attentats terroristes à Moscou. Murat Shavayev, qui était un officier du ministère russe de la Justice, a nié avoir été impliqué dans des attaques terroristes. Cependant, selon le témoignage de Tambiy Khubiyev, Murat avait aidé Khubiyev et un autre terroriste, Idris Gloov, à construire la bombe qui a été utilisée par un kamikaze, Anzor Izhayev, pour faire exploser la rame de métro le 6 février 2004. En outre, Khubiyev a lié Shavayev à l'attentat contre la station Rizhskaya, affirmant que ce dernier avait fait passer en contrebande des pièces d'engins explosifs improvisés à Moscou avant l'attaque. Il a également été révélé que la femme qui avait fait exploser la bombe près de la station Rizhskaya était la veuve de Gloov : son mari, qui avait aidé à organiser l'attentat du métro en février 2004, a été tué lors d'une fusillade avec la police dans le territoire de Stavropol peu de temps après.
Le procès des trois suspects de l’attentat s’est tenu à huis clos au tribunal municipal de Moscou en 2006-2007. Le 2 février 2007, le juge a condamné les trois hommes à la prison à vie. Khubiyev et Shavayev ont chacun été condamnés à des peines de prison à vie pour les attentats des stations de métro Avtozavodskaya et Rizhskaya, tandis que Panaryin a été condamné à la prison à vie uniquement pour l'attentat terroriste d'août 2004 près de la station Rizhskaya. En plus des peines de prison à perpétuité, Shavayev a été condamné à 100 ans, Khubiyev à 150 ans et Panaryin à 200 ans de prison pour d'autres chefs d'accusation. Le tribunal a également ordonné à l'accusé de payer plus de 7 millions de roubles en dommages et intérêts moraux aux victimes des attentats. Shavayev, Panaryin et Khubiyev ont tenté de faire appel de leur condamnation, mais la Cour suprême de Russie a confirmé le verdict de février 2007.